# Forth (flod)
 For alternative betydninger, se Forth. (Se også artikler, som begynder med Forth)
Forth er en stor flod i det centrale Skotland. Den er 47 km lang og har udløb i Nordsøen i den østlige del af landet. Dens afvandingsområde dækker en stor del af Stirlingshire i Skotlands Central Belt. Det gæliske navn for den øvre del af floden før Stirling er Abhainn Dubh, der betyder "sort flod". Navnet for floden efter tidevandsområdet hvor M9-motorvejen krydser den, er Uisge For. Floden udspringer i Trossachs og udløber i Firth of Forth med adgang til Nordsøen.